# Jane Russell
Jane Russell, all'anagrafe Ernestine Jane Geraldine Russell (Bemidji, 21 giugno 1921 – Santa Maria, 28 febbraio 2011), è stata un'attrice e modella statunitense.
Attiva soprattutto tra gli anni quaranta e cinquanta, è considerata una delle più famose pin-up e sex symbol del cinema hollywoodiano.

## Biografia
Nativa della cittadina di Bemidji (Minnesota), maggiore di cinque figli ed unica femmina, i suoi genitori Roy William Russell e Geraldine Jacobi erano entrambi originari del Dakota del Nord. Il padre era un colonnello dell'esercito, mentre la madre era stata un'attrice di compagnie itineranti. Quando Jane era ancora bambina, la famiglia si trasferì prima in Canada, patria di origine del padre, poi nella California del sud, stabilendosi nel 1930 a Burbank (nella San Fernando Valley), dove Roy William Russell trovò lavoro come responsabile in un saponificio.
La Russell aveva quattro fratelli minori: Thomas (nato nel 1924), Kenneth (1925), James, detto Jamie (1927) e Wallace (1929).
Imparò dalla madre a suonare il pianoforte e s'interessò al teatro, studiando alla Van Nuys High School. Alla morte del padre trovò lavoro come receptionist, posando come modella per diversi studi fotografici. Fu la madre a spingerla a studiare recitazione nel laboratorio teatrale di Max Reinhardt, il quale l'affidò alle lezioni dell'attrice russa Maria Ouspenskaya.

### Carriera

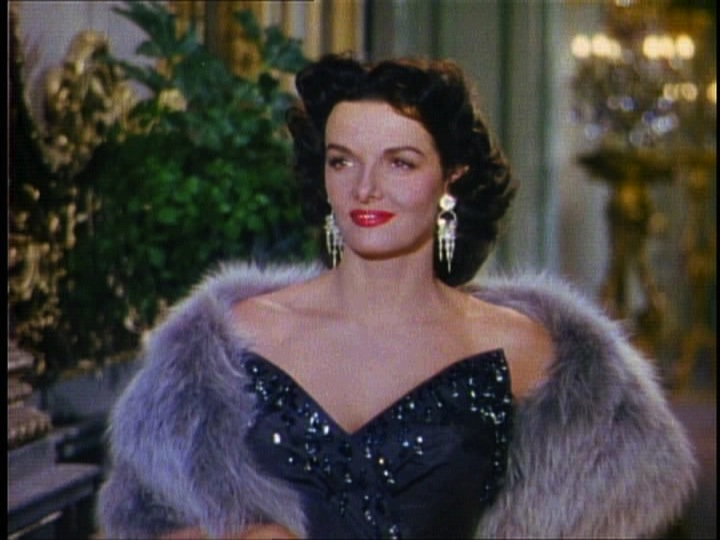
Jane Russell ne Gli uomini preferiscono le bionde (1953)

Nel 1940 Jane Russell firmò un contratto di sette anni con il miliardario produttore e regista Howard Hughes e debuttò nel suo primo celebre film, Il mio corpo ti scalderà (1943), un western incentrato sulla figura del fuorilegge Billy the Kid, che fece scalpore per il fisico prorompente e l'estrema sensualità della debuttante attrice. Nonostante le riprese fossero terminate nel 1941, la censura non approvò l'eccessivo risalto dato alle forme della Russell in diverse sequenze, cosicché il film restò bloccato e uscì solamente nel 1946. Nel frattempo l'attrice si dedicò alla pubblicità, sfruttando la notorietà ottenuta da tanto clamore.
Insieme a Lana Turner, Jane Russell ridisegnò il concetto della sensualità. Oltre alle numerose battute e allusioni degli attori radiofonici (compreso Bob Hope, che in una trasmissione così la presentò: «Ecco a voi le due uniche Jane Russell»), emblematica fu una celebre foto che la ritrasse sdraiata sopra un covone di paglia in tutta la sua prorompente avvenenza e che la fece diventare una celebre pin-up, tra le preferite dai soldati americani al fronte durante la seconda guerra mondiale.
Sebbene Il mio corpo ti scalderà non fosse un western particolarmente spettacolare, fu un successo al botteghino. Hughes rifiutò un'offerta da parte del produttore Darryl F. Zanuck, che intendeva affidare alla Russell il ruolo di Doña Sol nel film Sangue e arena (1941), cosicché l'attrice non girò altri film fino al 1946, quando interpretò il ruolo di Joan Kenwood nella pellicola Una giovane vedova (1946), prodotta dalla RKO.
Nel 1947 tentò anche la carriera di cantante, incidendo il singolo As Long As I Live con l'orchestra di Kay Kyser. Continuò a recitare per il grande schermo, dimostrando un notevole talento per la commedia e buone capacità di attrice in diversi ruoli, come quello di Calamity Jane in Viso pallido (1948), pellicola seguita poi da Il figlio di viso pallido (1952), entrambi al fianco del comico Bob Hope.
All'inizio degli anni cinquanta interpretò due film di successo accanto a Robert Mitchum, Il suo tipo di donna (1951) e L'avventuriero di Macao (1952). L'anno seguente raggiunse l'apice della popolarità, facendo sfoggio della sua ironia nella commedia Gli uomini preferiscono le bionde (1953), formando un'accoppiata vincente con Marilyn Monroe.

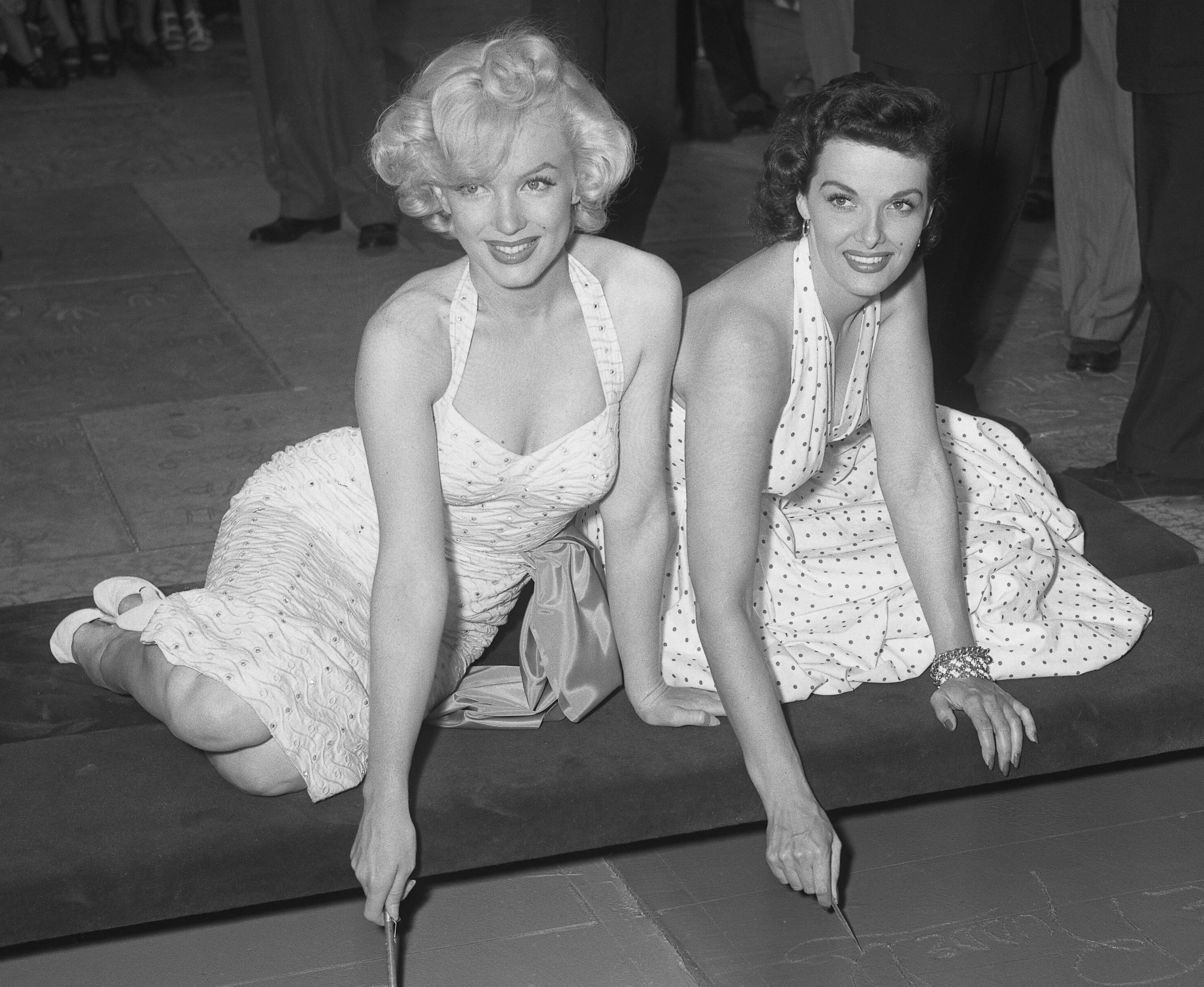
Jane Russell e Marilyn Monroe firmano il marciapiede del Grauman's Chinese Theatre di Los Angeles nel 1953

La Russell lavorò al fianco di altri grandi divi dello schermo: Frank Sinatra e Groucho Marx nella commedia Questi dannati quattrini (1951), in La città del piacere (1952) affiancò Victor Mature, Vincent Price e Hoagy Carmichael, in Orgoglio di razza (1955) fu accanto a Jeff Chandler, e nel western Gli implacabili (1955) recitò con Clark Gable e Robert Ryan.
Insieme al primo marito, l'ex campione di football americano Bob Waterfield, nel 1955 fondò la casa di produzione Russ-Field Productions e produsse e interpretò pellicole come Gli uomini sposano le brune (1955), una sorta di sequel della pellicola con la Monroe, stavolta con Jeanne Crain quale partner femminile, il western Un re per quattro regine (1956) con Clark Gable ed Eleanor Parker, La preda umana (1956, solo come produttrice), e il dramma Femmina ribelle (1957), nei quali ebbe l'opportunità di valorizzare le proprie capacità recitative.
Tuttavia, dopo Vietato rubare le stelle (1957), la Russell si ritirò dal grande schermo per oltre sette anni. Nell'ottobre del 1957 debuttò in uno spettacolo per night-club che ebbe un successo eccezionale al Sands Hotel di Las Vegas. Continuò ad esibirsi in numerosi locali negli Stati Uniti, in Canada, Messico e in Europa. Nell'agosto del 1961 debuttò nella prima del musical Janus nel New England e continuò a recitare in altri musical come Skylark al Drury Lane Theatre di Chicago, terminando nel novembre del 1962 con Bells Are Ringing al Westchester Town House di Yonkers, nello Stato di New York.
La sua successiva apparizione cinematografica fu in Destino in agguato (1964), al fianco di Glenn Ford, in cui interpretò sé stessa in una sequenza di flashback per la RKO. Nel 1970 apparve in televisione come testimonial della Playtex e nel 1971 recitò nuovamente a Broadway in Company, un dramma musicale di successo in cui sostituì Elaine Stritch per un periodo di sei mesi. Nel 1985 pubblicò un'autobiografia dal titolo Jane Russell: My Path and My Detours. Nel 1989 fu premiata con il Living Legacy Award dal Women's International Center (WIC).

## Vita privata

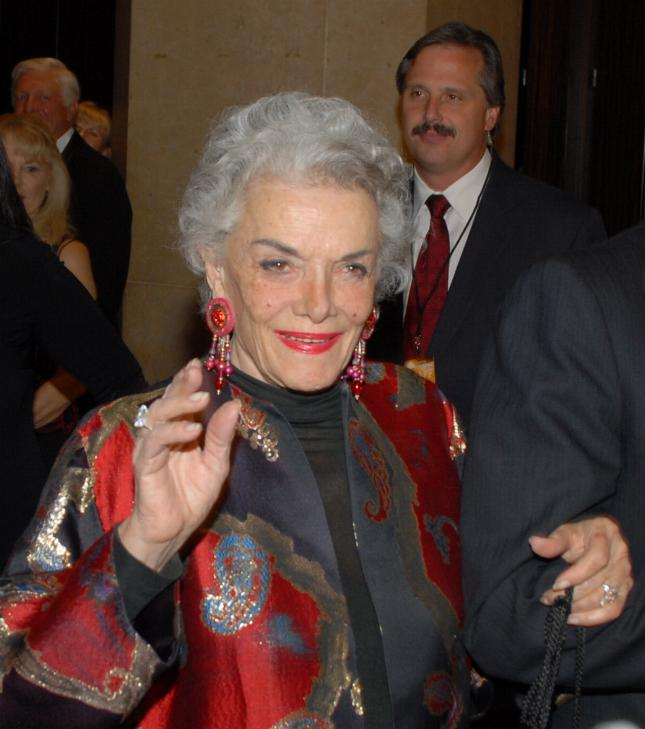
Jane Russell nel 2008

Nonostante i suoi personaggi sul grande schermo richiamassero sensualità e suscitassero grande scalpore fra i moralisti, nella vita privata l'attrice non venne mai coinvolta in scandali di alcun tipo, conducendo una vita molto tranquilla e riservata. All'apice della sua carriera fondò la Hollywood Christian Group, un'associazione dedicata alla meditazione religiosa cristiana a cui parteciparono grandi nomi di Hollywood. Jane Russell fu anche politicamente attiva come sostenitrice repubblicana per la candidatura presidenziale di Eisenhower, insieme ad altri attori del calibro di Lou Costello, Dick Powell, June Allyson.
All'età di diciotto anni rimase incinta di quello che sarebbe poi diventato il suo primo marito, il campione di football Bob Waterfield. Essendo troppo giovane e non ancora sposata, decise di abortire. L'operazione andò a buon fine, ma a causa di alcune complicazioni che le fecero persino rischiare la vita, Jane non poté più avere figli. Nel febbraio 1952 Russell e Waterfield adottarono una bambina, cui diedero il nome di Tracy. Nel dicembre 1952 adottarono un bambino di 15 mesi, la cui madre, Hannah McDermott, si era trasferita a Londra per sfuggire alla povertà nell'Irlanda del Nord e, nel 1956, adottarono un bambino di nove mesi, Robert John. Nel 1955 fondò il World Adoption International Fund (WAIF), un'associazione per il sostegno all'affidamento di bambini orfani stranieri da parte di famiglie americane.
Il matrimonio con Waterfield durò dal 1943 al 1968. I due erano legati dal tempo delle scuole superiori, presso il Van Nuys High School, dove si erano appunto conosciuti. Durante il periodo di fidanzamento la Russell ebbe un'altra relazione con un attore, durata circa un anno, confessata però al compagno, salvando così il loro rapporto. La fine del matrimonio, invece, fu determinata dalla scoperta della presenza di un'altra donna nella vita del marito da parte della Russell che, delusa dal fatto che il coniuge non glielo avesse confessato, chiese il divorzio. Dopo il divorzio ufficiale, la Russell continuò a vivere nella casa con Tracy e Thomas, mentre Buck scelse di trasferirsi nella nuova abitazione del padre.
Il 25 agosto 1968 sposò l'attore Roger Barrett, che morì nel novembre dello stesso anno. Il 31 gennaio 1974 si unì in matrimonio con l'imprenditore John Calvin Peoples, con il quale visse fino al di lui decesso per insufficienza cardiaca, avvenuto il 9 aprile 1999. Verso la fine degli anni '70 la coppia si trasferì a Sedona in Arizona, ove furono proprietari di un night club. Essi trascorsero la maggior parte della loro vita matrimoniale a Santa Maria, in California.
L'attrice morì all'età di 89 anni nella sua casa di Santa Maria per una malattia respiratoria il 28 febbraio 2011 e il suo funerale si è tenuto il 12 marzo presso la Pacific Christian Church di Santa Maria.

### Indirizzo politico
Russell fu una eminente sostenitrice del Partito Repubblicano e presenziò all'insediamento alla presidenza di Dwight D. Eisenhower, insieme a molti notabili di Hollywood tra i quali Lou Costello, Dick Powell, June Allyson, Hugh O'Brian, Anita Louise e Louella Parsons.

## Filmografia

### Cinema
- Il mio corpo ti scalderà (The Outlaw), regia di Howard Hughes (1943)
- Una giovane vedova (Young Widow), regia di Edwin L. Marin (1946)
- Viso pallido (The Paleface), regia di Norman Z. McLeod (1948)
- Il suo tipo di donna (His Kind of Woman), regia di John Farrow (1951)
- Questi dannati quattrini (Double Dynamite), regia di Irving Cummings (1951)
- La città del piacere (The Las Vegas Story), regia di Robert Stevenson (1952)
- L'avventuriero di Macao (Macao), regia di Josef von Sternberg (1952)
- Il figlio di viso pallido (Son of Paleface), regia di Frank Tashlin (1952)
- La regina dei desperados (Montana Belle), regia di Allan Dwan (1952)
- La principessa di Bali (Road to Bali), regia di Hal Walker (1952) - cameo non accreditato
- Gli uomini preferiscono le bionde (Gentlemen Prefer Blonds), regia di Howard Hawks (1953)
- La linea francese (The French Line), regia di Lloyd Bacon (1953)
- Il tesoro sommerso (Underwater), regia di John Sturges (1955)
- Orgoglio di razza (Foxfire), regia di Joseph Pevney (1955)
- Gli implacabili (The Tall Men), regia di Raoul Walsh (1955)
- Gli uomini sposano le brune (Gentlemen Marry Brunettes), regia di Richard Sale (1955)
- La donna venduta (Hot Blood), regia di Nicholas Ray (1956)
- Femmina ribelle (The Rivolt of Mamie Stover), regia di Raoul Walsh (1956)
- Vietato rubare le stelle (The Fuzzy Pink Nightgown), regia di Norman Taurog (1957)
- Destino in agguato (Fate Is the Hunter), regia di Ralph Nelson (1964)
- Johnny Reno, regia di R.G. Springsteen (1966)
- Waco, una pistola infallibile (Waco), regia di R.G. Springsteen (1966)
- Violence (The Born Losers), regia di Tom Laughlin (1967)
- Grande caldo per il racket della droga (Darker Than Amber), regia di Robert Clouse (1970)

### Televisione
- Colgate Theatre – serie TV, 1 episodio (1958)
- Westinghouse Desilu Playhouse – serie TV, episodio 1x12 (1959)
- Death Valley Days – serie TV, 1 episodio (1960)
- The Red Skelton Show – serie TV, episodio 9x4 - 13x13 (1959-1963)
- Yellow Rose (The Yellow Rose) – serie TV, episodi 1x11-1x16-1x17 (1983-1984)
- Hunter – serie TV, episodio 2x14 (1986)

### Film o documentari dove appare Jane Russell
- The Casting Couch, regia di John Sealey - video con filmati di repertorio (1995)

## Riconoscimenti

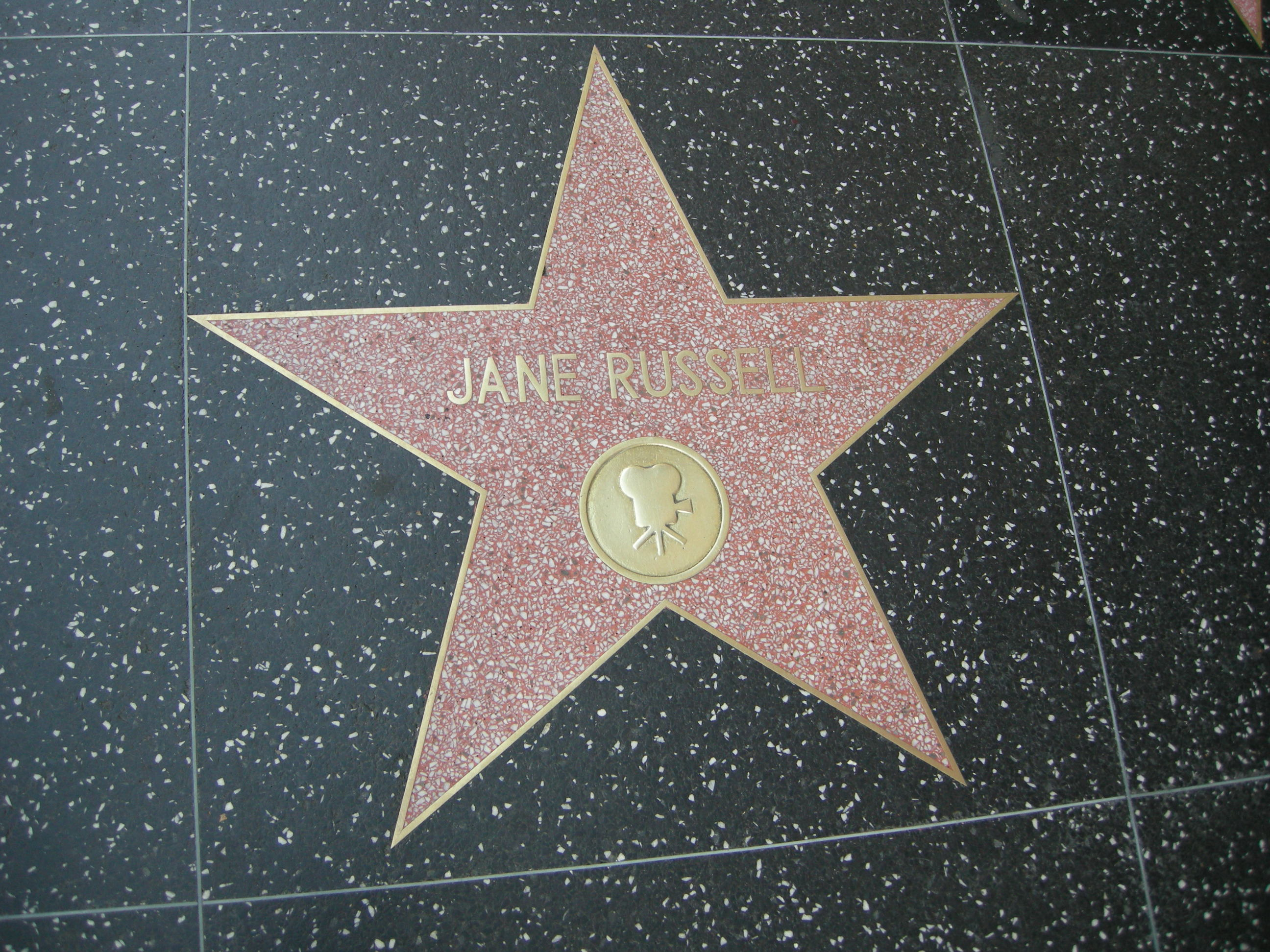
La stella sulla Hollywood Walk of Fame ottenuta da Jane Russell nel 1960

L'8 febbraio 1960 Jane Russell è stata premiata per il suo contributo all'industria cinematografica con una stella sulla Hollywood Walk of Fame, al 6850 di Hollywood Boulevard.
- Festival internazionale del cinema di Berlino
  - 1991 – Berlinale Kamera
- Golden Apple Awards
  - 1955 – Golden Apple Award all'attrice più cooperativa
- Golden Boot Awards
  - 1984 – Golden Boot Award
- Hollywood Walk of Fame
  - 1960 – Stella
- Marco Island Film Festival
  - 2001 – Premio alla carriera

## Doppiatrici italiane
- Lydia Simoneschi in Viso pallido, Il suo tipo di donna, La città del piacere, L'avventuriero di Macao, La linea francese, Il tesoro sommerso, Orgoglio di razza, Gli implacabili, Gli uomini sposano le brune, La donna venduta, Femmina ribelle e nei doppiaggi originali de Il figlio di viso pallido e Una giovane vedova
- Rosetta Calavetta in Johnny Reno, Waco una pistola infallibile
- Dhia Cristiani in Gli uomini preferiscono le bionde
- Miranda Bonansea in Gli uomini preferiscono le bionde (soltanto nella scena del tribunale in cui finge di essere Lorelei)
- Noemi Gifuni Il mio corpo ti scalderà (ridoppiaggio)
- Ada Maria Serra Zanetti in Una giovane vedova (ridoppiaggio)
- Antonella Giannini in Il figlio di viso pallido (ridoppiaggio)